# Còbia
La còbia (Rachycentron canadum) és un peix de mida gran de l'ordre dels perciformes. És l'únic representant de la família Rachycentridae i del gènere Rachycentron.

## Descripció
Arribant als 2 metres de longitud i a un pes de 68 quilograms, la còbia té un cos fusiforme allargat i un cap ample i aplanat. Els seus ulls són petits i la seva mandíbula inferior es projecta una mica més endavant que la superior. Té bandes de dents fibroses a les mandíbules, la llengua i al paladar. El seu cos és suau i està cobert de petites escames. El color marró fosc de l'esquena es degrada fins al blanc cap al ventre. Té dues bandes horitzontals de color marró en els flancs. Aquestes poden no ser prominents, excepte durant el fresa, moment en què la còbia aclareixi el seu color i adoptar un model més destacat de ratlles. Les seves aletes pectorals horitzontals grans, fan que vist des de dalt es pugui confondre amb un petit tauró. Quan són embarcades, les aletes pectorals horitzontals li permeten romandre en posició vertical, de manera que les seves embranzides vigoroses el poden fer ser perillós.
La primera aleta dorsal està composta d'entre sis i nou espines independents, curtes, gruixudes i fortes. El nom de la seva família (Rachycentridae), que prové de les paraules gregues rhacuis (en català, columna vertebral) i kentron (en català, agulló), és una al·lusió a les seves espines dorsals. Els individus adults tenen una cua en forma de forquilla, lleugerament semilunar amb la majoria de les aletes de color marró fosc. Aquesta espècie no té bufeta natatòria.

## Distribució i hàbitat
La còbia és una animal pelàgic que normalment viu en solitari excepte durant la fresa anual. No obstant això, es congreguen en esculls, restes de naufragis, ports, boies o altres estructures. De vegades entren als estuaris i als manglars a la recerca de preses.
Viuen a les aigües temperades tropicals de les costes occidentals i orientals de l'oceà Atlàntic, arreu del Carib i la costa indo-pacífica de l'Índia, Austràlia i el Japó. L'individu més gran pescat amb canya va ser capturat a Shark Bay, Austràlia, amb un pes de 60 quilograms. Poden tolerar una gran varietat de temperatures (euriterm), entre 1,6 i 32,2 °C, i salinitat (eurihalí), entre 5-44,5 ppt.

## Dieta

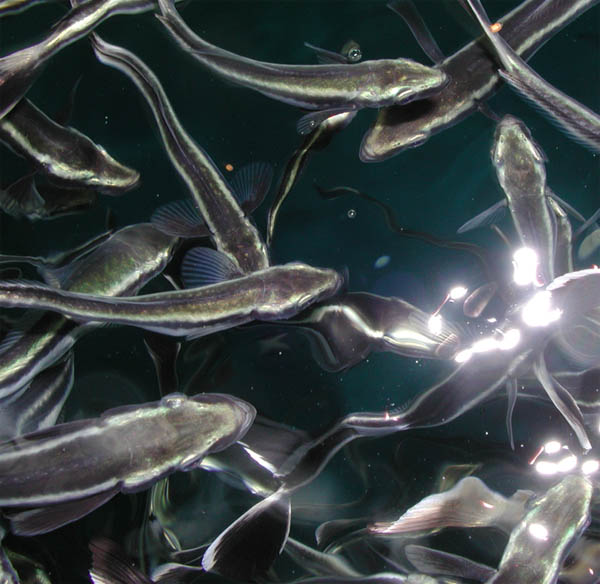
Alevins de còbia d'aqüicultura

La còbia s'alimenta principalment de crancs, calamars, i altres peixos. Sovint segueix a altres animals més grans com els taurons, les tortugues i les mantes gegants per tractar d'alimentar-se de les restes de les seves preses. La còbia és un peix amb una gran curiositat i que no mostra cap temor a les embarcacions. Fins i tot, se sap que segueixen fins a vaixells a altres peixos atrapats i es queden contemplant l'acció.
Els seus predadors no estan ben documentats, encara que se sap que la llampuga s'alimenta d'individus joves. i que el solraig s'alimenta de còbies adultes i ha estat vist per pescadors, seguint les còbies durant la seva migració primaveral anual, al nord del golf de Mèxic.

## Ecologia
Les còbies són fresadors pelàgics, és a dir, alliberen molts ous flotants petits (1,2 mm de diàmetre) a l'aigua, els quals esdevenen part del plàncton. Aquests ous floten lliurement amb els corrents fins a la seva eclosió. Les larves formen també part del plàncton, trobant-se més o menys indefenses durant la primera setmana, fins que els ulls i la boca es desenvolupen. Els mascles assoleixen la maduresa sexual als 2 anys, mentre que les femelles l'assoleixen als 3 anys. Ambdós sexes tenen vides moderadament llargues de 15 o més anys. La fresa té lloc de dia entre els mesos d'abril i setembre en grans congregacions prop de la costa. Durant una temporada, la fresa pot tenir lloc fins a 20 vegades, amb intervals d'una o dues setmanes.
Les còbies sovint són parasitades per nematodes, trematodes, cestodes, copèpodes i acantocèfals.

## Migracions
La còbia fa migracions estacionals al llarg de la costa a la recerca d'aigües que es trobin a la seva temperatura preferida. Passa l'hivern al golf de Mèxic, migrant cap al nord fins a Maryland a l'estiu, passant per la part oriental del centre de Florida durant el mes de març.

## Utilització
La còbia és venuda, assolint un preu alt degut a la seva textura i el seu excel·lent sabor. No obstant això, no és objecte de pesca directa degut a la seva naturalesa solitària. Per aquesta raó, se la cria en captivitat. Generalment la seva carn es ven fresca, i se la sol servir en fillets bullits o a la panxa. Els xefs Jamie Oliver i Mario Batali van cuinar diversos plats fets amb còbia a l'episodi "Battle Cobia" del programa Iron Chef America de la cadena Food Network, el qual es va emetre per primer cop el gener de 2008. El cuiner Thomas Keller ha ofert còbia en el menú de degustació del seu restaurant French Laundry.

## Espècies similars
D'alguna manera les còbies s'assemblen i estan més estretament relacionades a les rèmores de la família dels equenèids. No obstant això, no tenen la ventosa dorsal de la rèmora, el seu cos és molt més robust i tenen una cua molt més desenvolupada i en forma de forquilla en lloc d'arrodonida. Els espècimens joves segueix un patró de bandes conspícues de color blanc i negre, i la cua és arrodonida en lloc de la cua bifurcada dels adults.